# Raymond Gallois-Montbrun
Raymond Gallois-Montbrun est un compositeur et violoniste français né le 15 août 1918 à Saïgon (actuellement Hô Chi Minh-Ville, Viêt Nam) et mort le 13 août 1994 à Paris 13e.

## Biographie
Raymond Gallois-Montbrun fait ses études au Conservatoire de Paris, où ses professeurs sont Gallon (théorie de la musique), Firmin Touche (violon) et Büsser (composition). Ses camarades de classe sont Paul Bonneau, Henri Dutilleux et Jacqueline Robin. En 1944, Gallois-Montbrun gagne le Prix de Rome avec la cantate Louise de la Miséricorde. À cause de la guerre, il ne reste pas longtemps en Italie et commence une carrière de violoniste. Il donne beaucoup de concerts notamment avec les pianistes Geneviève Joy et Pierre Sancan. Après quelques années de tournées, il obtient en 1957, le poste de directeur du conservatoire de Versailles, et cinq ans plus tard du Conservatoire de Paris. Il y reste jusqu'en 1983 et y fait plusieurs innovations, créant notamment le cycle de perfectionnement. En 1980, il est élu à l'Académie des Beaux-Arts (Fauteuil 3). Il a aussi été directeur artistique puis président du comité directeur du Concours international Marguerite-Long-Jacques-Thibaud.

## Œuvres
Ses compositions les plus célèbres sont :
- l'opéra Le Rossignol et l’Empereur,
- la Symphonie japonaise (1960),
- les concertos pour violon (enregistré par Gérard Poulet), violoncelle et piano,
- ainsi que de nombreuses œuvres de chambre, musique de concours et d'étude.

## Honneurs
Il était :
- Officier de la Légion d'honneur ;
- Grand Officier de l'Ordre du Mérite ;
- Commandeur des Arts et Lettres.